# Rhizoblepharia
Rhizoblepharia är ett släkte av svampar. Rhizoblepharia ingår i familjen Pyronemataceae, ordningen skålsvampar, klassen Pezizomycetes, divisionen sporsäcksvampar och riket svampar.